# Scalpelloniscus penicillatus
Scalpelloniscus penicillatus är en kräftdjursart som beskrevs av Mark J. Grygier 1981. Scalpelloniscus penicillatus ingår i släktet Scalpelloniscus och familjen Hemioniscidae. Inga underarter finns listade i Catalogue of Life.